# Lelek vlajkový
Lelek vlajkový (Caprimulgus vexillarius) je pták z řádu lelků, který obývá střední a jižní Afriku, v letním období migruje za účelem rozmnožování k jihu. Jeho biotopem jsou savany a řídké lesy zvané miombo, je možno se s ním setkat v nadmořské výšce až 2800 metrů.
Dosahuje délky okolo 25 cm včetně ocasu a váhy 70 gramů. Peří má převážně šedohnědé, samcům v období toku narůstají na křídlech dvě prodloužené černobílé letky, které za nimi za letu vlají a mohou měřit až tři čtvrtě metru. Lelek vlajkový je aktivní v noci a živí se hmyzem, který chytá v letu svým širokým zobákem. Volání lelků bývá daleko slyšitelné. Jejich hlavním nepřítelem je orlík kejklíř.
Do roku 2007 byl řazen do rodu Macrodipteryx, poté byl klasifikován jako příslušník rodu Caprimulgus.